# Natuurpark Viroin-Hermeton

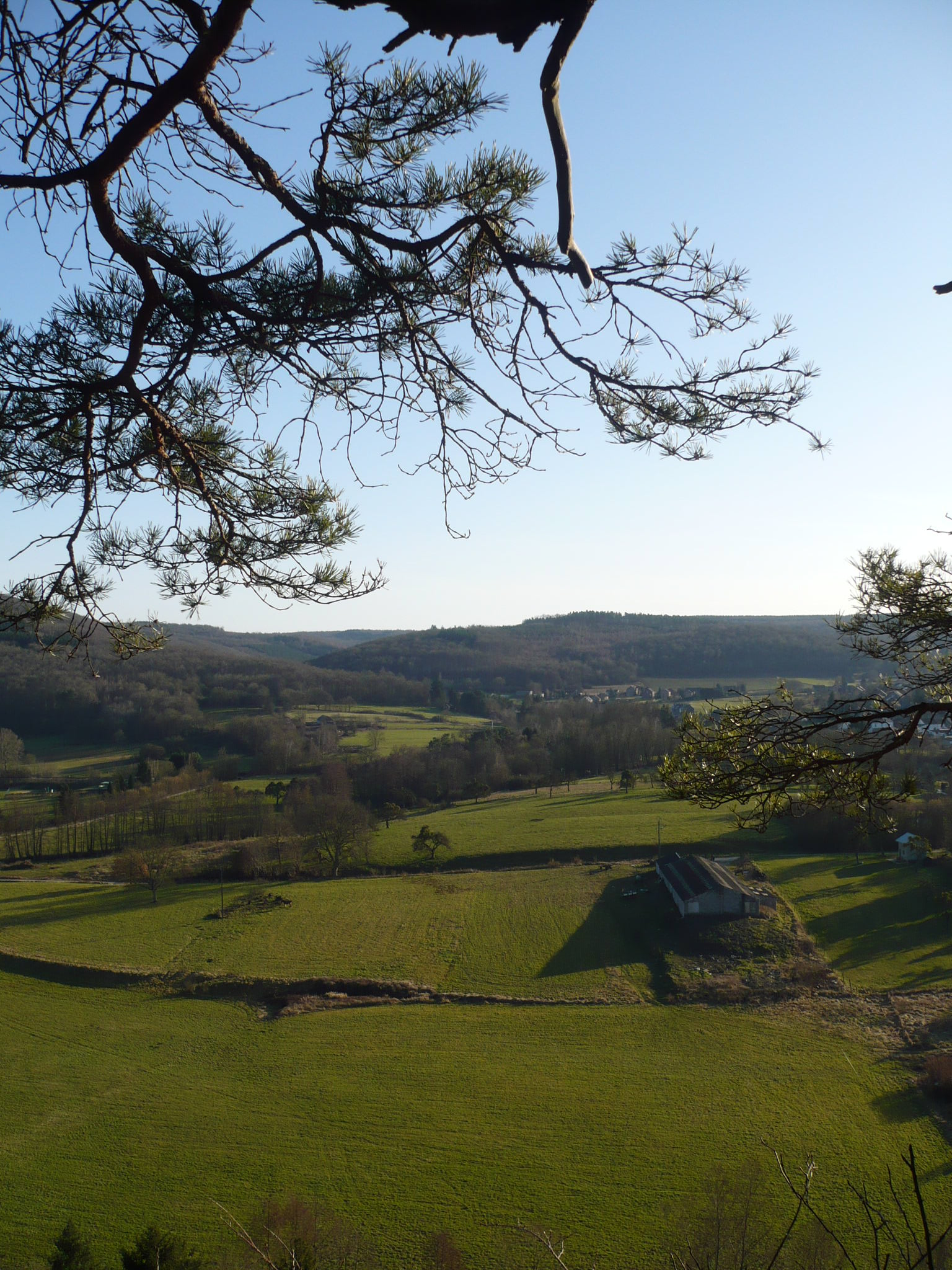
Olloy-sur-Viroin

Natuurpark Viroin-Hermeton (Parc Naturel Viroin-Hermeton) is een natuurpark in Wallonië van 20.000 ha groot, opgericht in 1998. Het is gelegen in de provincie Namen tussen Couvin en de Franse grens, langsheen de rivier de Viroin. Het omvat ongeveer vierhonderd kleine kloven, kalkheuvels en een bijzondere vegetatie met veel wilde orchideeën.

## Natuur
Kenmerkend aan de natuur in dit gebied zijn de honderden kloven (dolinen) in de grond, waarvan sommige bijna 100 m. lang en 20 m. diep zijn, hier fondry's genoemd, zoals de Fondry des Chiens. Door de streek loopt een forse kalklaag, bekend als de Calestienne, waarvan een deel geërodeerd is. Op de kalkheuvels heerst een warmer microklimaat met droge graslanden waar anemonen, gentiaan, kogelbloemen en wilde orchideeën groeien, die in mei en juni veel vlinders aantrekken. Daarnaast omvat het natuurpark ook het bosgebied Woud van Chimay (Forêt du Pays de Chimay). Delen van het park zijn Europees beschermd als Natura 2000-gebied. Sinds 2022 maken grote delen van het gebied deel uit van Nationaal Park L'Entre-Sambre-et-Meuse.

## Educatie
In het gebied zijn vier musea gevestigd. In de kasteelhoeve in Treignes is een ecomuseum ondergebracht dat onder meer een overzicht geeft van oude ambachten als kuiper, smid en klompenmaker. Daarnaast is er een prehistorisch park met een reconstructie van woningen van jager-verzamelaars, een museum dat is gewijd aan de Franstalige schrijver Arthur Masson en een stoomtreinmuseum.

## Recreatie
Het gebied kent een stoomtrein, een gemeentepark, het fraaie dorp Vierves, een monument uit de tijd dat hier het geografisch middelpunt van de Europese Unie lag en verschillende wandelpaden.

## Afbeeldingen

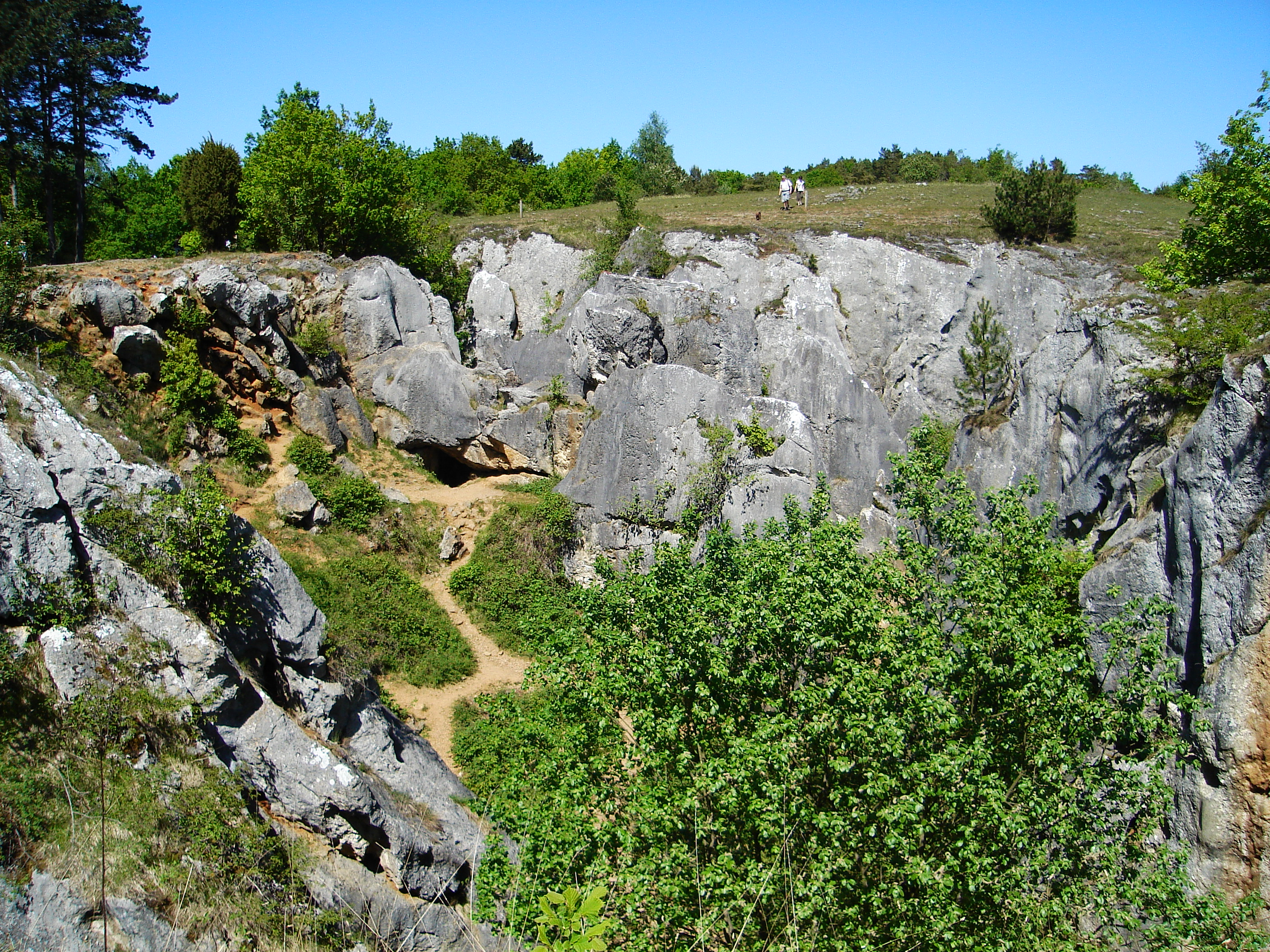
Fondry des Chiens
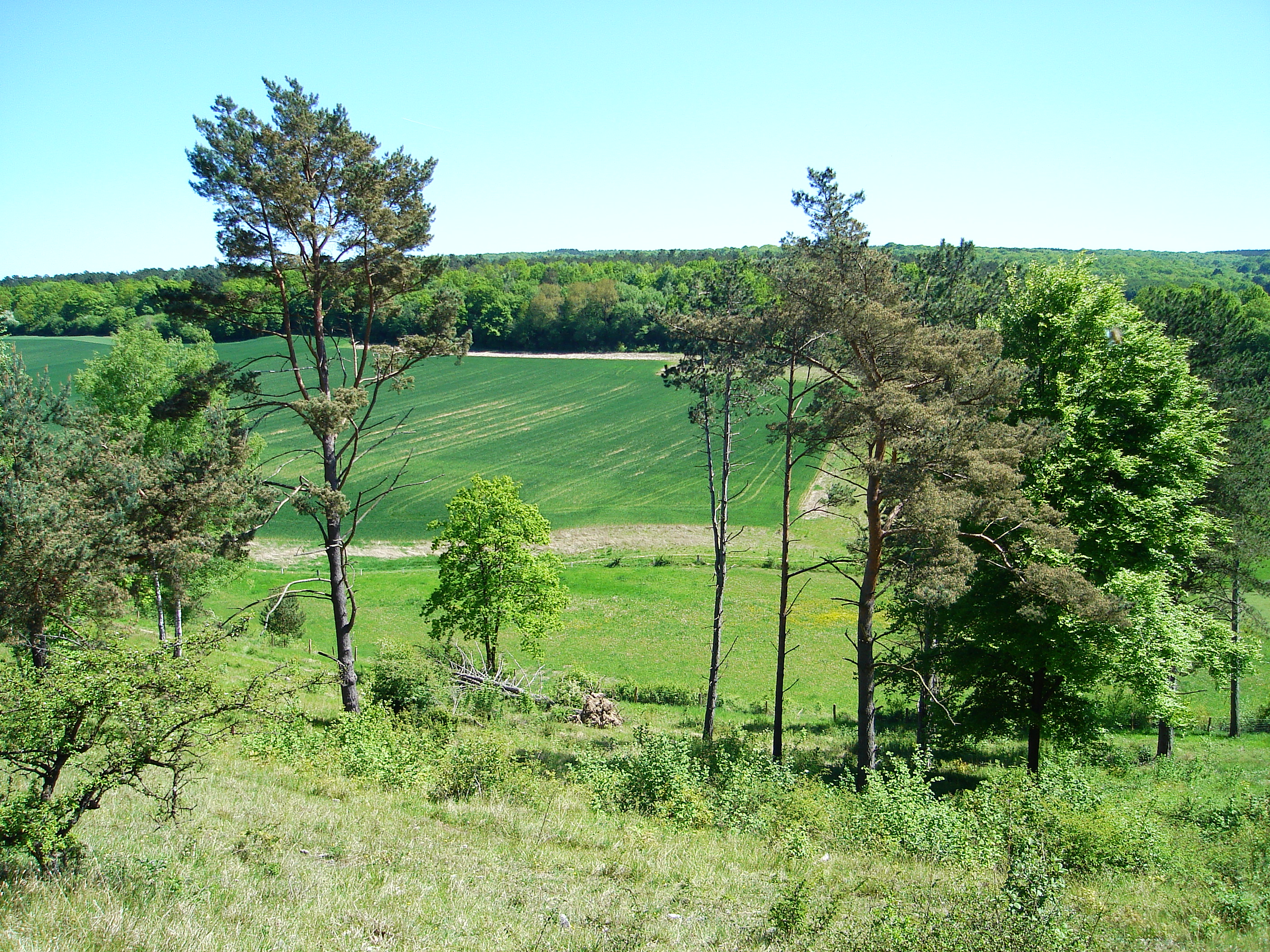